# Styver
Styver är en nordisk tidigare benämning på mindre myntvalörer. Ursprungligen kommer ordet från det nederländska stuiver, som är ett äldre nederländskt mynt. Ordet användes i Danmark på 1600- och 1700-talet om en dansk–norsk tvåskilling, och i Sverige från frihetstiden om 1 öre silvermynt. Det svenska myntet 5 öre silvermynt värdehöjdes 1717 till 6 öre silvermynt och kallades sexstyver. Ordet styver användes sedermera för en sjättedels skilling banco. I dagligt tal räknade man vanligen 2, 4 och 6 styver i stället för 1/3, 2/3 och 1 skilling banco.
I allmänspråket har ordet levt kvar om småslantar eller något av obetydligt värde, i uttryck som för en spottstyver.